# دانشگاه ویرجینیای جنوبی
دانشگاه ویرجینیای جنوبی (SVU) یک کالج هنرهای آزاد خصوصی در بوئناویستا، ویرجینیا است. این دانشگاه، اگرچه به‌طور رسمی به دین و باور خاصی وابستگی ندارد، اما ارزش‌های کلیسای عیسی مسیح قدیسان آخرالزمان (کلیسای LDS) را بازگو می‌کند. این دانشگاه در سال 1867 به عنوان مدرسه‌ای برای دختران تأسیس شد و اکنون یک مؤسسه خصوصی با دوره چهار ساله و به صورت مختلط است. طبقه‌بندی کارنگی آن را به عنوان یک کالج بسیار کوچک فقط در مقطع کارشناسی با تمرکز بر هنر و علوم پایه طبقه‌بندی می‌کند.
دانشگاه ویرجینیای جنوبی به صورت منطقه ای توسط انجمن کالج‌ها و مدارس جنوبی تأیید شده‌است.

## تاریخچه
این مدرسه در سال 1867 به عنوان یک موسسه غیرانتفاعی در دوران پس از جنگ داخلی ویرجینیا توسط آلیس اسکات چندلر تأسیس شد. او مدرسه خانه دختران را در بولینگ گرین، ویرجینیا [5] تاسیس کرد که بعدها به دبیرستان دختران بولینگ گرین تغییر نام داد.

## فعالیت‌ها و برنامه‌های آموزشی
دانشگاه ویرجینیای جنوبی (SVU) توسط انجمن دانشگاه‌ها و مدارس جنوبی (SACS) مورد تأیید قرار گرفته‌است. SVU هفده رشته اصلی و هجده رشته فرعی مختلف ارائه می‌دهد.

## افراد سرشناس

### استادان دانشگاهی
- جف بندیکت، نویسندهٔ ورزشی
- اورسن اسکات کارد، نویسندهٔ بازی اندر (فیلم) و برنده جایزه نبولا
- ادوین مولیتالو، بازیکن سابق فوتبال آمریکایی
- دبرا سوول

### فارغ التحصیلان
- بیزی مدن، سوارکار پرش و برنده مدال المپیک
- گوستاوو راموس، هنرمند مشهور برزیلی آمریکایی[۹]